# Państwa kandydujące do Unii Europejskiej

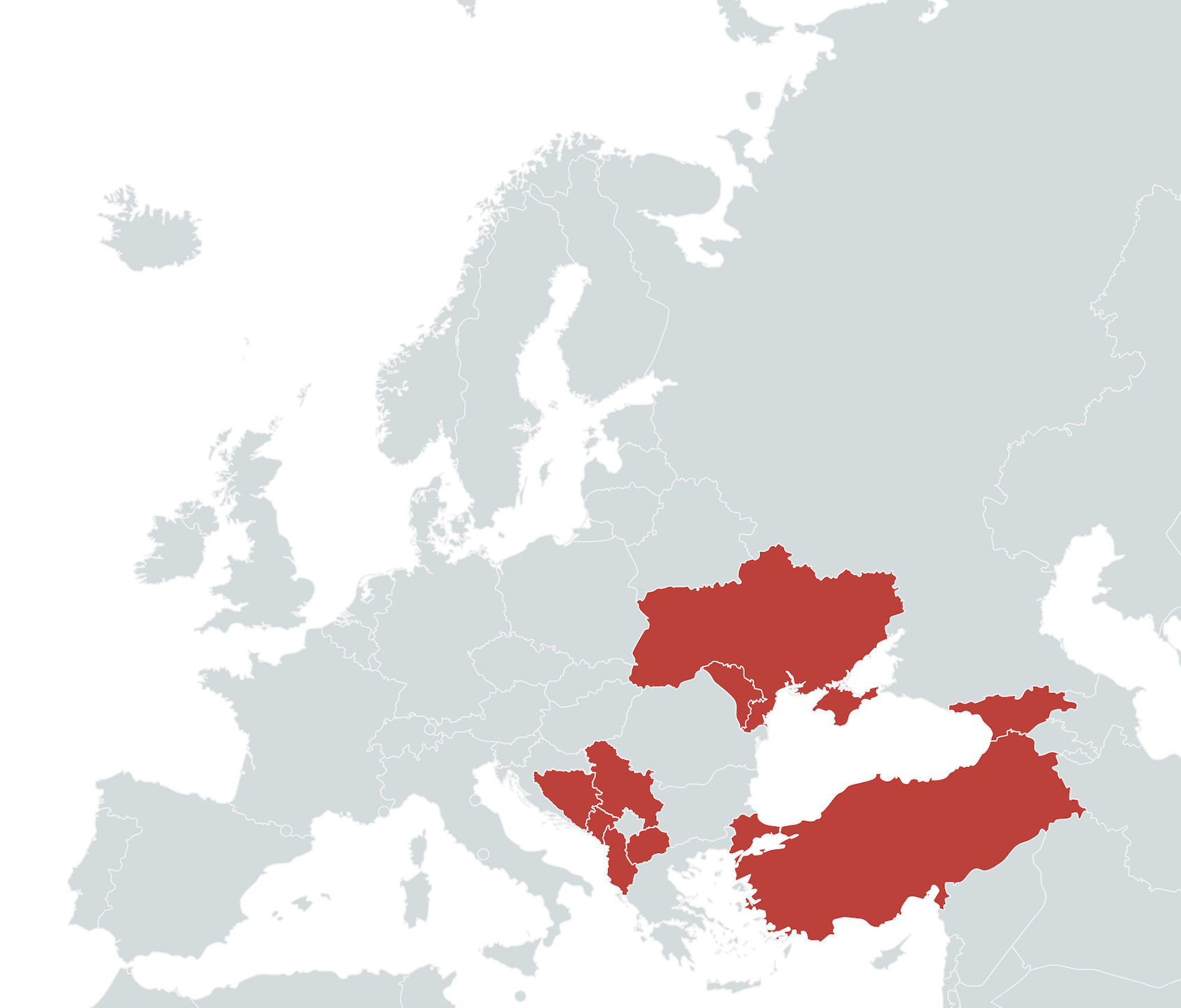
Państwa kandydujące do UE (stan na luty 2025)

Członkiem Unii Europejskiej może zostać tylko wolne, niepodległe, suwerenne, demokratyczne państwo europejskie, przestrzegające prawa międzynarodowego, o rozwiniętej gospodarce rynkowej, zdolnej do konkurowania na jednolitym, wspólnym rynku wewnętrznym. Wymogi te zostały spisane przez przywódców ówczesnej dwunastki podczas szczytu Rady Europejskiej w Kopenhadze z 1993 roku i znane są dzisiaj jako kryteria kopenhaskie. Ponadto w Madrycie w 1995 Rada Europejska nakazała zaakceptować w pełni i bez zastrzeżeń acquis communautaire oraz posiadać sprawnie działającą administrację i sądownictwo zdolne wyegzekwować unijne i wspólnotowe akty prawne (kryteria madryckie).
Dziewięć państw posiada oficjalnie status kandydata: Albania (od 2014), Bośnia i Hercegowina (od 2022), Czarnogóra (od 2010), Gruzja (od 2023) Macedonia Północna (od 2005), Mołdawia (od 2022), Serbia (od 2012), Turcja (od 1999), Ukraina (od 2022). Czarnogóra, Islandia, Serbia i Turcja rozpoczęły negocjacje ws. członkostwa. W 2013 roku Islandia zawiesiła negocjacje.
W strategicznym dokumencie przyjętym przez Komisję Europejską 5 listopada 2008 roku napisane jest: „Rozszerzenie służy realizacji strategicznych interesów UE dotyczących stabilności, bezpieczeństwa i zapobiegania konfliktom. Przyczynia się ono do zwiększenia dobrobytu i możliwości wzrostu gospodarczego, do poprawiania połączeń z ważnymi szlakami transportowymi i energetycznymi, a także do umacniania pozycji UE na świecie. W świetle wyzwań związanych ze stabilnością, przed jakimi stanęły niedawno państwa wschodniej części UE, konsekwentna realizacja polityki rozszerzenia staje się ważniejsza niż kiedykolwiek przedtem. Obecny program rozszerzenia obejmuje Bałkany Zachodnie i Turcję”.
W 2014 roku szef Komisji Europejskiej Jean-Claude Juncker powiedział, że nie przewiduje w ciągu najbliższych pięciu lat kolejnych rozszerzeń Unii. Według niego wspólnota musi najpierw poradzić sobie z problemami wewnętrznymi i wzmocnić się po kryzysie finansowym.
W 2022 roku w trakcie trwającej inwazji Rosji na Ukrainę zdecydowano o nadaniu praw kandydata Ukrainie oraz Mołdawii.

## Państwa kandydujące
| Państwo              | Rozpoczęcie negocjacji o stowarzyszeniu | Podpisanie stowarzyszenia                                                               | Wejście w życie stowarzyszenia | Data złożenia wniosku o członkostwo | Oficjalny status kandydata do UE | Rozpoczęcie negocjacji o członkostwo | Liczba zamkniętych i otwartych rozdziałów negocjacyjnych | Strefa wolnego handlu | Unia celna | PKB per capita według WFB w 2021 w USD | Procent średniej UE |
| -------------------- | --------------------------------------- | --------------------------------------------------------------------------------------- | --- | ----------------------------------- | -------------------------------- | ------------------------------------ | -------------------------------------------------------- | --------------------- | ---------- | -------------------------------------- | ------------------- |
| Albania              | stycznia 2003(dts)                      | 12 czerwca 2006(dts)                                                                    | 1 kwietnia 2009(dts) | 24 kwietnia 2009(dts)               | 27 czerwca 2014(dts)             | –                                    | –                                                        | 2007                  | –          | 14 520                                 | 37,0%               |
| Bośnia i Hercegowina | 25 listopada 2005(dts)                  | 16 czerwca 2008(dts)                                                                    | 1 czerwca 2015(dts) | 15 lutego 2016(dts)                 | 15 grudnia 2022(dts)             | –                                    | –                                                        | 2008                  | –          | 15 635                                 | 39,9%               |
| Czarnogóra           | 26 września 2006(dts)                   | 15 października 2007(dts)                                                               | 1 maja 2010(dts) | 15 grudnia 2008(dts)                | grudnia 2010(dts)                | 29 czerwca 2012(dts)                 | 3/33 z 35                                                | 2008                  | –          | 20 557                                 | 52,4%               |
| Gruzja               | 15 lipca 2010(dts)                      | 27 czerwca 2014(dts)                                                                    | 1 lipca 2016(dts) | 3 marca 2022(dts)                   | 14 grudnia 2023(dts)             | –                                    | –                                                        | 2014                  | –          | 15 472                                 | 39,5%               |
| Macedonia Północna   | marca 2000(dts)                         | 9 kwietnia 2001(dts)                                                                    | 1 kwietnia 2004(dts) | 22 marca 2004(dts)                  | 16 grudnia 2005(dts)             | –                                    | –                                                        | 2004                  | –          | 16 464                                 | 42,0%               |
| Mołdawia             | 12 stycznia 2010(dts)                   | 27 czerwca 2014(dts)                                                                    | 1 lipca 2016(dts) | 3 marca 2022(dts)                   | 23 czerwca 2022(dts)             | 14 grudnia 2023(dts)                 | –                                                        | 2016                  | –          | 14 234                                 | 36,4%               |
| Serbia               | 1 października 2005(dts)                | 29 kwietnia 2008(dts)                                                                   | 1 września 2013(dts) | 22 grudnia 2009(dts)                | 1 marca 2012(dts)                | 21 stycznia 2014(dts)                | 2/8 z 35                                                 | 2008                  | –          | 19 762                                 | 50,4%               |
| Turcja               | 31 lipca 1959(dts)                      | 12 września 1963(dts) – Ankara Agreement 22 grudnia 1995(dts) – Unia celna              | 1 stycznia 1996(dts) – Unia celna | 14 kwietnia 1987(dts)               | 11 grudnia 1999(dts)             | 3 października 2005(dts)             | 1/16 z 33                                                | 1996                  | 2001       | 31 252                                 | 79,7%               |
| Ukraina              | 5 marca 2007(dts)                       | 21 marca 2014(dts) – część polityczna umowy 27 czerwca 2014(dts) – część handlowa umowy | 1 listopada 2014(dts) – tymczasowe wejście w życie części politycznej 1 stycznia 2016(dts) – tymczasowe wejście w życie części handlowej | 28 lutego 2022(dts)                 | 23 czerwca 2022(dts)             | 14 grudnia 2023(dts)                 | –                                                        | 2017 (częściowo)      | –          | 12 944                                 | 33,0%               |

### Państwa oficjalnie uznane za kandydatów
Albania, Bośnia i Hercegowina, Czarnogóra, Macedonia Północna, Serbia biorą udział w Procesie stabilizacji i stowarzyszenia, porównywalnym do Układów Europejskich zawieranych w latach 90. z państwami Europy Środkowo-Wschodniej. W proces ten wchodzi zawarcie Układu Stowarzyszeniowego.

#### Albania

Unia Europejska i Albania

Państwa popierające integrację Albanii z UE: Niemcy, Chorwacja.
W czerwcu 2014 roku Rada Europejska przyznała Albanii status oficjalnego kandydata do UE. Warunkiem dalszej integracji z UE jest skuteczna realizacja reform, szczególnie w zakresie administracji państwowej i sądownictwa, poprawa zwalczania zorganizowanej przestępczości i korupcji, lepsza ochrona praw człowieka i praw mniejszości, a także przestrzeganie prawa własności.

#### Bośnia i Hercegowina

Unia Europejska i Bośnia i Hercegowina

Argumenty zwolenników: rozszerzenie Unii na Zachodnie Bałkany przyczyni się do stabilizacji i rozwoju tego regionu, członkostwo w ONZ, członkostwo w Radzie Europy, członkostwo w OBWE, członkostwo w CEFTA, położenie na kontynencie europejskim, silny związek i utożsamianie się z kulturą europejską, duże poparcie społeczne dla integracji europejskiej.
Argumenty przeciwników: niestabilność polityczna, zagrożona jedność państwa (separatyzm części serbskiej), głębokie podziały etniczne duża przestępczość, korupcja, silne struktury mafijne, słaba gospodarka, prawdopodobnie nie wytrzymałaby konkurencji wolnego, jednolitego rynku, brak członkostwa w WTO, 121 miejsce we wskaźniku wolności gospodarczej.
W 2005 rozpoczęto negocjacje w sprawie stowarzyszenia. W czerwcu 2008 doszło do podpisania umowy o stabilizacji i stowarzyszeniu. Unia Europejska, w porozumieniu z Radą ds. Implementacji Pokoju, zamierza przejąć główną odpowiedzialność za stabilizację w Bośni. Bośnia i Hercegowina oczekuje na przyznanie statusu kandydata, co będzie możliwe w oparciu o pozytywną ocenę stopnia ich stabilizacji wewnętrznej oraz zaawansowania prowadzonych przez nie reform. Państwa popierające aspiracje integracyjne: Polska.

#### Czarnogóra

Unia Europejska i Czarnogóra

9 grudnia 2011 Rada Europejska zdecydowała o rozpoczęciu negocjacji akcesyjnych z Czarnogórą w czerwcu 2012 roku. Czarnogórze udało się zamknąć tymczasowo trzy rozdziały (25 – nauka i badania, 26 – edukacja i kultura, 30 – stosunki zewnętrzne), a negocjacje trwają w kolejnych 30 rozdziałach.

#### Gruzja

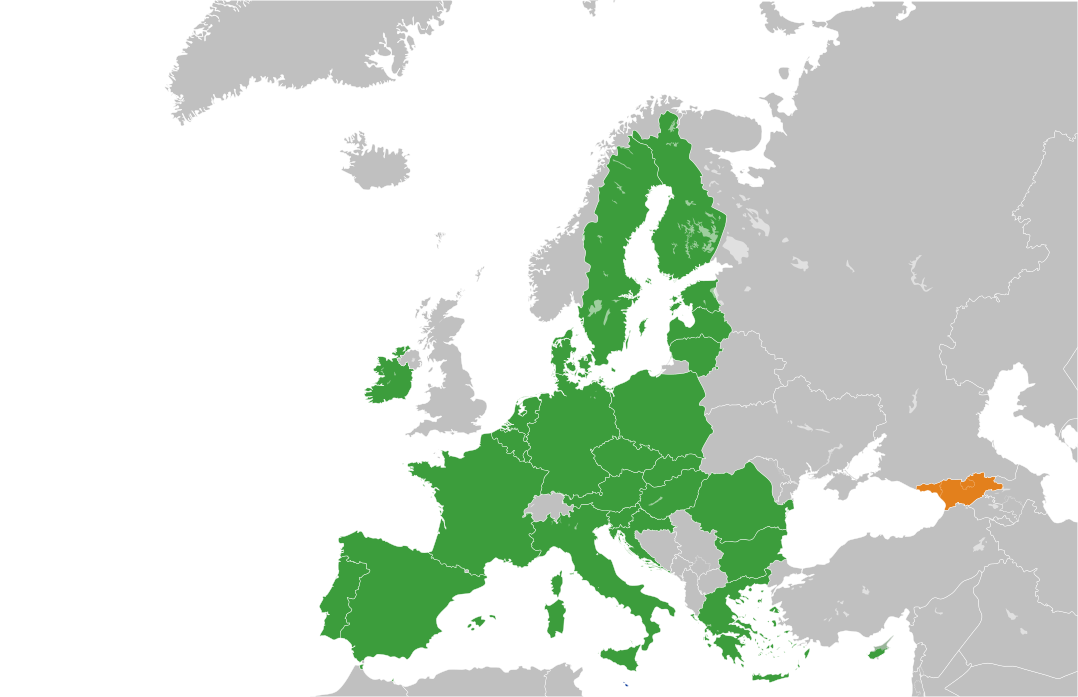
Unia Europejska i Gruzja

Argumenty zwolenników: podkreśla swoje chrześcijańskie i europejskie korzenie, członkostwo w ONZ, członkostwo w Radzie Europy, członkostwo w OBWE, członkostwo w WTO, silny i zdecydowany kierunek proeuroatlantycki – chęć członkostwa w NATO, 32. miejsce we wskaźniku wolności gospodarczej. Gruzja podpisała umowę stowarzyszeniową z Unią Europejską 27 czerwca 2014 roku. 14 grudnia 2023 roku Gruzja została oficjalnym kandydatem do Unii Europejskiej.
Argumenty przeciwników: położenie na Zakaukaziu, słaba gospodarka (dodatkowo zniszczona działaniami wojennymi z sierpnia 2008), prawdopodobnie nie wytrzymałaby konkurencji wolnego, jednolitego rynku, problem Abchazji i Osetii Południowej (separatyzm, chęć przyłączenia się do Rosji, niejasny status tych prowincji po konflikcie zbrojnym z Rosją w sierpniu 2008), niestabilność polityczna, oskarżenia opozycji o łamanie zasad demokracji i przekształcanie w system autorytarny.
European Union-Georgia Action Plan wstępem do stowarzyszenia. 27 czerwca 2014 roku podpisała umowę stowarzyszeniową.
14 grudnia 2023 roku Gruzja otrzymała status kandydata do Unii Europejskiej. W grudniu 2024 roku rząd zawiesił proces integracji, co spotkało się z niezadowoleniem zarówno w kraju jak i za granicą.
Główni zwolennicy: Polska, Litwa, Łotwa, Estonia.

#### Macedonia Północna

Unia Europejska i Macedonia Północna

Komisja Europejska zarekomendowała wyznaczenie daty rozpoczęcia negocjacji, z powodu postępów Macedonii Północnej na drodze do członkostwa.
Na drodze do członkostwa w Unii Europejskiej, przeszkodę stanowi znacząca mniejszość albańska – zagrożona jedność kraju; niski przyrost naturalny – według badań ONZ, w latach czterdziestych XXI wieku Macedończycy staną się mniejszością we własnym kraju, duża przestępczość, korupcja, silne struktury mafijne, gospodarka prawdopodobnie nie wytrzymałaby konkurencji wolnego, jednolitego rynku, problem z dialogiem politycznym, brak reformy policji, brak walki z korupcją, brak reformy sądownictwa i administracji publicznej, zła polityka państwa w dziedzinie zatrudnienia, a na terenach zamieszkanych przez mniejszość albańską także przypadki łamania prawa podczas wyborów.
Państwa popierające europejskie aspiracje: Polska, Chorwacja.
W październiku 2013 roku KE po raz piąty rekomendowała rozpoczęcie rozmów akcesyjnych z Macedonią, posiadającą od grudnia 2005 roku status kandydata. Spór z Grecją o nazwę państwa macedońskiego pozostawał długo głównym czynnikiem blokującym postępy integracyjne Macedonii. Wpływ na to mają również zadrażnienia z Bułgarią na tle projektu traktatu międzypaństwowego oraz spowolnienie tempa reform wewnętrznych.

#### Mołdawia

Unia Europejska i Mołdawia

Argumenty zwolenników: członkostwo w ONZ, członkostwo w Radzie Europy, członkostwo w OBWE, członkostwo w WTO, członkostwo w CEFTA, położenie na kontynencie europejskim, silny związek i utożsamianie się z kulturą europejską. Mołdawia podpisała umowę stowarzyszeniową z Unią Europejską 27 czerwca 2014 roku.
Argumenty przeciwników: jedno z najbiedniejszych państw Europy, bardzo słaba gospodarka, prawdopodobnie nie wytrzymałaby konkurencji wolnego, jednolitego rynku, duża przestępczość, silne struktury mafijne, problem separatyzmu Naddniestrza i stacjonowania tam obcych wojsk, praktyczny brak kontroli Mołdawii nad tym terenem.
The EU Moldova Action Plan jest wstępem do układu stowarzyszeniowego. 27 czerwca 2014 roku podpisała umowę stowarzyszeniową.
Główny zwolennik: Rumunia. Pozostałe państwa: Polska.

#### Serbia

Unia Europejska i Serbia

Argumenty zwolenników: rozszerzenie Unii na Zachodnie Bałkany przyczyni się do stabilizacji i rozwoju tego regionu, członkostwo w ONZ, członkostwo w Radzie Europy, członkostwo w OBWE, członkostwo w CEFTA, położenie na kontynencie europejskim, silny związek i utożsamianie się z kulturą europejską, nawiązanie współpracy z Międzynarodowym Trybunałem Karnym dla byłej Jugosławii, nawiązanie współpracy z NATO.
Argumenty przeciwników: słaba gospodarka, prawdopodobnie nie wytrzymałaby konkurencji wolnego, jednolitego rynku, wyjątkowe ubóstwo jej południowej części – Prowincji Autonomicznej Kosowo i Metochia, pogorszenie stosunków z państwami, które uznały niepodległość Kosowa i żądanie od UE jasnego stanowiska, czy uznaje Serbię w jej dotychczasowych, potwierdzonych międzynarodowo granicach z Kosowem, brak członkostwa w WTO.
Państwa popierające: Grecja, Polska, Węgry, Hiszpania. Państwa niechętne członkostwu: Holandia i Rumunia.
UE 3 maja 2006 roku zawiesiła rozmowy stowarzyszeniowe jeszcze wtedy z Serbią i Czarnogórą z powodu niespełnienia przez nią warunku, jakim było aresztowanie do końca kwietnia Ratko Mladicia. Serbia jest kontynuatorem Serbii i Czarnogóry. Jednak w maju 2007 roku Unia Europejska zaznaczyła, że widzi zachodzące w Serbii zmiany pozwalające na wznowienie rozmów stowarzyszeniowych. 23 grudnia 2009 w Sztokholmie, serbski prezydent Boris Tadić złożył oficjalny wniosek o członkostwo w Unii Europejskiej. 1 marca 2012 roku Serbia otrzymała status państwa kandydującego do członkostwa w Unii Europejskiej
Serbia rozpoczęła negocjacje 21 stycznia 2014 roku. Trwa faza badań przesiewowych. W dużej mierze ich tempo zależy od postępów w procesie normalizacji między Serbią i Kosowem – zawarcie porozumienia w tej sprawie 19 kwietnia 2013 roku w Brukseli i jego implementacja jest czynnikiem przesądzającym o postępie Serbii.

#### Turcja

Unia Europejska i Turcja

Argumenty zwolenników: państwo, które najdłużej czeka na decyzję Europy w sprawie członkostwa (od 1963 roku – kiedy to w Układzie Stowarzyszeniowym zapowiedziano jej wejście do ówczesnej EWG), aż 85% społeczeństwa popiera integrację Turcji z UE, silna westernizacja modelu życia i laicyzacja życia politycznego, szansa na demokratyzację tego państwa, jak i szansa na demokratyzację Unii, szansa na wyjście poza krąg cywilizacji chrześcijańskiej i budowanie zgody chrześcijańsko-muzułmańskiej, dzięki czemu Unia miałaby szansę stworzyć wielką, różnorodną kulturowo przestrzeń, przyczyni się również do stabilizacji w obszarze basenu mórz: Śródziemnego i Czarnego oraz na Zakaukaziu, dobra kondycja gospodarcza, reformy gospodarcze, duża liczba ludności – wielki rynek zbytu, duża liczba Turków w państwach europejskich – przez to silne i długie związki kulturowe z Zachodem, nawiązanie do tradycji bizantyjskiej i do połączenia obu części dawnego Imperium rzymskiego, członkostwo w ONZ, członkostwo w Radzie Europy (od 9 sierpnia 1949), członkostwo w OECD, członkostwo w OBWE, członkostwo w WTO, członkostwo w NATO (od 1952 roku) – sojusznik militarny wielu państw członkowskich, druga co do wielkości armia NATO – możliwość wniesienia ogromnego potencjału do dorobku militarnego UE, członkostwo stowarzyszone w Unii Zachodnioeuropejskiej, członkostwo w G20 – chęć odgrywania większej roli na arenie międzynarodowej, aspiracje do bycia regionalnym mocarstwem, ważne położenie geostrategiczne (przez co umocnienie geostrategicznego położenia Unii Europejskiej) – szczególnie przy projektach energetycznych związanych z południowym Kaukazem i na Bliskim Wschodzie oraz procesach pokojowych w tym rejonie świata, przyjęcie prawa o fundacjach, reforma kodeksu karnego w zakresie wolności wypowiedzi, zapisanie w nowej tureckiej konstytucji pełnego poszanowania praw człowieka i wolności podstawowych, zapewnienia rozdziału władz oraz demokratycznego i świeckiego charakteru Państwa Tureckiego.
Argumenty przeciwników: spór z Armenią (nieuznawanie zbrodni ludobójstwa Ormian i utrzymywanie embarga gospodarczego, zamknięcie granicy i stosowanie gróźb wobec sąsiadów), niestabilne relacje z Grecją – nieuznawanie ludobójstwa Greków z początku XX wieku, kwestia mniejszości kurdyjskiej, spór z Cyprem o Turecką Republikę Cypru Północnego (nieuznawanie Cypru, jednego z członków UE), de iure Turcja okupuje część terytorium UE, tylko nieco ponad 3% terytorium leży na kontynencie europejskim, przez większość swojej historii Turcja była w opozycji do Europy, duże wpływy wojska i ekstremalnych środowisk islamskich, niski poziom rozwoju gospodarczego – niemożność poradzenia sobie na rynku wewnętrznym, duża liczba ludności – możliwa duża fala emigracji w poszukiwaniu pracy, Turcja uzyskałaby ogromną możliwość blokowania procesu decyzyjnego, byłaby drugim państwem według liczby ludności (po Niemczech) – praktycznie żadna decyzja nie byłaby podjęta bez jej zgody, duża liczba Turków w państwach europejskich – trudności w odnalezieniu się w zachodnim świecie, przyjęcie Turcji może doprowadzić do rozluźnienia więzi kulturowych i spowolnienia procesów integracyjnych (obawy do cofnięcia integracji do strefy wolnego handlu), nieufność (niechęć) państw arabskich związana z przeszłością i dominacją Osmanów, niezakończone problemy dotyczące wolności religijnej wyznań niemuzułmańskich, ingerencja w działania Patriarchatu Ekumenicznego, łamanie praw kobiet (w tym prawo do popełniania tzw. honorowe zabójstwa), wyjątkowo niski procent kobiet obecnych na rynku pracy, łamanie prawa związków zawodowych, ograniczany sądowo dostęp do portali internetowych.
Zwolennicy potencjalnego członkostwa Turcji: Szwecja, Polska (w osobie prezydenta Lecha Kaczyńskiego i premiera Donalda Tuska). Przeciwnicy: Austria.
Turcja rozpoczęła negocjacje w październiku 2005 roku, są one otwarte w 13 rozdziałach negocjacyjnych (ostatni z nich: 22 – polityka regionalna i koordynacja instrumentów regionalnych został zainaugurowany w listopadzie 2013 roku). Tymczasowo udało się zamknąć negocjacje jedynie w rozdziale 25 (nauka i badania). Otwarcie negocjacji w ośmiu rozdziałach jest blokowane przez Cypr w związku z niewypełnianiem przez Turcję zapisów tzw. protokołu ankarskiego do umowy stowarzyszeniowej, co ma swoje korzenie w trwającym podziale Cypru na Republikę Cypru i tzw. Turecką Republikę Cypru Północnego. Ponadto Francja blokuje otwarcie czterech rozdziałów negocjacyjnych. Na przeszkodzie postępów negocjacyjnych Turcji stoi również sytuacja polityczna w tym państwie i zahamowanie reform wewnętrznych. Turcja czyni starania o otwarcie negocjacji w rozdziałach 23 (wymiar sprawiedliwości i prawa podstawowe) oraz 24 (sprawiedliwość, wolność, bezpieczeństwo).

#### Ukraina

Unia Europejska i Ukraina

W marcu 2007 rozpoczęto negocjacje w sprawie szerszego porozumienia UE-Ukraina podobnego do układów stowarzyszeniowych. Współpraca UE-Ukraina dotyczy między innymi stworzenia wspólnej przestrzeni powietrznej, opracowania i realizacji strategii transportowej, która przyczyni się do rozwoju korytarzy transportowych. W październiku 2010 Rada Najwyższa Ukrainy odrzuciła pomysł złożenia wniosku w sprawie członkostwa w Unii Europejskiej. 21 marca 2014 roku została podpisana część polityczna Umowy Stowarzyszeniowej z Unią Europejską. Część handlowa umowy została podpisana 27 czerwca 2014 roku.
16 września 2014 Rada Najwyższa zatwierdziła projekt ustawy o ratyfikacji Układu o stowarzyszeniu między Ukrainą a Unią Europejską, która tego samego dnia została podpisana przez prezydenta Petro Poroszenko.
1 stycznia 2016 weszła w życie umowa między Ukrainą a Unią Europejską o pogłębionej i całościowej strefie wolnego handlu (DCFTA), będąca najważniejszą i największą częścią podpisanej w czerwcu 2014 roku umowy stowarzyszeniowej między Ukrainą a UE.
28 lutego 2022 Ukraina oficjalnie złożyła list z wnioskiem o członkostwo. 1 marca 2022 Parlament Europejski zarekomendował uczynienie Ukrainy oficjalnym „kandydatem” do członkostwa w UE. 24 maja 2022 Rada Unii Europejskiej przyjęła rozporządzenie umożliwiające czasową liberalizację handlu z Ukrainą, zniesienie wszystkich ceł z tytułu IV umowy stowarzyszeniowej, cła antydumpingowe oraz egzekwowanie wspólnych zasad importowych. 17 czerwca 2022 Komisja Europejska oficjalnie ogłosiła swoje zalecenie przyznania Ukrainie statusu kandydata do UE.

## Potencjalni kandydaci

### Państwa stowarzyszone
| Państwo | Rozpoczęcie negocjacji o stowarzyszeniu | Podpisanie stowarzyszenia | Wejście w życie stowarzyszenia | Data złożenia wniosku o członkostwo | Strefa wolnego handlu | PKB per capita stan na 2021 | Procent średniej UE |
| ------- | --------------------------------------- | ------------------------- | ------------------------------ | ----------------------------------- | --------------------- | --------------------------- | ------------------- |
| Kosowo  | 28 października 2013                    | 27 października 2015      | 1 kwietnia 2016                | 15 grudnia 2022                     | –                     | 12400                       | 42,71%              |
| Maroko  | wiosna 1992                             | 26 lutego 1996            | 1 marca 2000                   | 1 czerwca 1987                      | 2000                  | 3290                        | 11,33%              |

#### Kosowo

Unia Europejska i Kosowo

Hiszpania, Cypr, Słowacja, Grecja i Rumunia nie uznały jednostronnego ogłoszenia niepodległości i zawetują jakiekolwiek formy współpracy UE z Kosowem. Państwo to jest jednym z najbiedniejszych regionów świata z czterdziestoprocentowym bezrobociem, wyjątkowo słabą gospodarkąi silnymi strukturami mafijnymi. Oskarżenia o zbrodnie wojenne a co za tym też idzie zupełny brak kontroli i ochrony mniejszości serbskiej i romskiej, niszczenie zabytków kultury prawosławnej. Jedyne, co przeważa na plus, to używanie waluty euro i bycie swego rodzaju protektoratem Unii Europejskiej. UE wyeksportowała tam struktury państwowej administracji, sądownictwa i policji – EULEX (jednak z zastrzeżeniem neutralności tej misji względem statusu Kosowa). Z drugiej strony jest to powód na nie, gdyż członkiem UE nie może być państwo, które nie posiada silnej administracji i sądownictwa. Wiąże się to z faktem egzekwowania prawa wspólnotowego, które spoczywa właśnie na sądownictwie i administracji państw członkowskich. Paradoksalnie obecnie Serbia może wejść do UE wcześniej niż Kosowo. Na niekorzyść Kosowa (jako samodzielnego państwa) przemawia również brak członkostwa w ONZ, Radzie Europy, OBWE, WTO. Na korzyść przemawia – osobne od Serbii – członkostwo w CEFTA – lecz jest to członkostwo jako Kosowo-UNMIK. Pierwszym i podstawowym argumentem przeciw członkostwu jest nieuznanie oficjalne przez Unię Europejską niepodległości Kosowa. Komisja Europejska rozpoznaje Kosowo wyłącznie jako obszar administracyjny Serbii pod nadzorem międzynarodowym.
W rezultacie porozumienia serbsko-kosowskiego i pozytywnego dla Kosowa raportu KE, 28 października 2013 roku podjęto negocjacje ws. zawarcia Porozumienia o stabilizacji i stowarzyszeniu z Kosowem (formuła EU-only), które zakończyły się w maju 2014 roku. Porozumienia zostało podpisane 27 października 2015 roku.

#### Maroko

Unia Europejska i Maroko

Argumenty zwolenników: przyjęcie Maroka oznaczałoby wyjście poza świat chrześcijański i reunifikację obu brzegów Morza Śródziemnego, stosunkowo blisko Europy, więc nie powinno być problemu z wymianą handlową, członkostwo w ONZ, członkostwo w WTO, przyjęcie Maroka do UE byłoby czynnikiem stabilizującym w Afryce i w basenie Morza Śródziemnego, najwyższy stopień aplikacji acqius UE spośród państw śródziemnomorskich.
Argumenty przeciwników: niestabilna sytuacja polityczna, nieuregulowana kwestia Sahary Zachodniej; niespełnianie kryteriów kopenhaskich dotyczących praw człowieka; położenie na kontynencie afrykańskim; słaba gospodarka, prawdopodobnie nie wytrzymałaby konkurencji wolnego, jednolitego rynku, Maroko uważa, że Hiszpańskie Posiadłości w Afryce Północnej są terytorium marokańskim okupowanym przez Hiszpanię. Należy do Unii Afrykańskiej.
Złożyło wniosek uważając, że jest demokratycznym państwem organicznie połączonym z Europą. Odmówiono szans na członkostwo, między innymi z powodu nierozwiązanego konfliktu z Saharą Zachodnią. Trwają prace nad zaciśnięciem współpracy na zasadach szerszych niż ma to miejsce w przypadku umowy stowarzyszeniowej i Unii dla Śródziemnomorza.

### Państwa należące do Europejskiego Stowarzyszenia Wolnego Handlu
| Państwo       | Rozpoczęcie negocjacji o stowarzyszeniu                   | Podpisanie stowarzyszenia                                 | Wejście w życie stowarzyszenia                            | Data złożenia wniosku o członkostwo | Oficjalny status kandydata do UE               | Strefa wolnego handlu | Unia celna | PKB per capita według WFB w 2017 w USD | Procent średniej UE |
| ------------- | --------------------------------------------------------- | --------------------------------------------------------- | --------------------------------------------------------- | ----------------------------------- | ---------------------------------------------- | --------------------- | ---------- | -------------------------------------- | ------------------- |
| Liechtenstein | Stowarzyszenie zastąpiono szerszą integracją w ramach EOG | Stowarzyszenie zastąpiono szerszą integracją w ramach EOG | Stowarzyszenie zastąpiono szerszą integracją w ramach EOG | –                                   | –                                              | EOG                   | –          | 139 100                                | 354,9%              |
| Norwegia      | Stowarzyszenie zastąpiono szerszą integracją w ramach EOG | Stowarzyszenie zastąpiono szerszą integracją w ramach EOG | Stowarzyszenie zastąpiono szerszą integracją w ramach EOG | 1962, 1967 i 1992                   | – w przeszłości Norwegia taki status otrzymała | EOG                   | –          | 70 600                                 | 180,1%              |
| Szwajcaria    | Osobne dwustronne porozumienia WE-CH                      | Osobne dwustronne porozumienia WE-CH                      | Osobne dwustronne porozumienia WE-CH                      | 1992                                | –                                              | 1973                  | –          | 61 400                                 | 156,6%              |

#### Islandia

Unia Europejska i Islandia

W 2011 roku Komitet Spraw Zagranicznych Parlamentu Europejskiego ocenił postępy Islandii na drodze do członkostwa w Unii Europejskiej. Zaznaczył konieczność dostosowania przepisów rybołówstwa Islandii do zasad rynku wewnętrznego Unii Europejskiej, rozbieżności w kwestii połowów wielorybów i pozytywnie przyjął nowe porozumienie w sprawie Icesave.
Badanie Gallupa z 2007 roku wskazało, że 48% Islandczyków jest za członkostwem, 34% przeciwnych. Zwolennicy: Sojusz – partia socjaldemokratyczna, Halldór Ásgrímsson. Valgerður Sverrisdóttir wyraziła chęć przystąpienia do strefy euro bez wchodzenia do UE. Ocenia się, że Islandia przystąpi do UE, jeżeli uczyni to Norwegia. 25 maja 2009 roku islandzki rząd formalnie przedstawił parlamentowi wniosek o zezwolenie na rozpoczęcie rozmów członkowskich z Unią Europejską. 17 lipca 2009 roku ambasador Islandii w Szwecji (państwu sprawującemu ówcześnie prezydencję w UE) przekazał na ręce szwedzkiego ministra spraw zagranicznych oficjalny wniosek parlamentu Islandii o przystąpienie do Unii. Następnie o tej decyzji poinformował islandzki ambasador przy Komisji Europejskiej.
Eurosceptyczny rząd Islandii, który objął władzę wiosną 2013 roku, zdecydował o zawieszeniu od września 2013 roku negocjacji akcesyjnych, nie wycofując przy tym wniosku o członkostwo. Do momentu przerwania rozmów udało się zamknąć negocjacje w 11 rozdziałach (a trwały one w kolejnych 17). Ze względu na wewnętrzną sytuację polityczną ostateczna decyzja ws. kontynuacji negocjacji i członkostwa w UE została zawieszona do 2017 roku. W 2015 roku rząd przekazał Komisji Europejskiej notę informującą, że „Islandia nie powinna być uważana za kandydata do UE”. Islandia kontynuuje współpracę z UE w ramach Europejskiego Obszaru Gospodarczego.

#### Liechtenstein

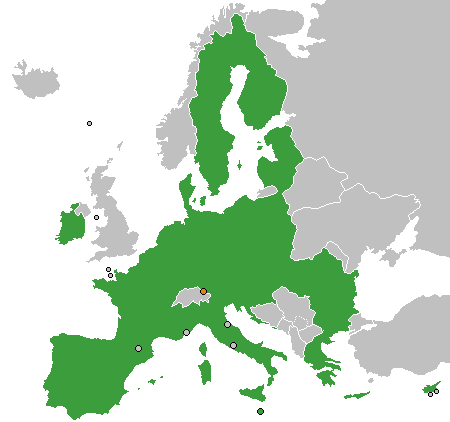
Unia Europejska i Liechtenstein

Argumenty zwolenników: dobry poziom rozwoju gospodarczego, członkostwo w ONZ, członkostwo w Radzie Europy, członkostwo w OBWE, członkostwo w WTO, położenie na kontynencie europejskim, silny związek i utożsamianie się z kulturą europejską, członkostwo w strefie Schengen od 19 grudnia 2011.
Argumenty przeciwników: członkostwo w UE uzależnione od decyzji Szwajcarii.

#### Norwegia

Unia Europejska i Norwegia

Argumenty zwolenników: bardzo wysoki poziom rozwoju gospodarczego, członkostwo w ONZ, członkostwo w Radzie Europy, członkostwo w OECD, członkostwo w OBWE, członkostwo w WTO, członkostwo w NATO, położenie na kontynencie europejskim, silny związek i utożsamianie się z kulturą europejską, członkostwo w strefie Schengen, a przez co współpraca w III filarze, współpraca w II filarze, 34. miejsce we wskaźniku wolności gospodarczej.
Argumenty przeciwników: sprawa połowów ryb na Morzu Północnym i Norweskim, ogromne zyski ze złóż ropy naftowej na Morzu Norweskim (obawa przed byciem płatnikiem netto).
Odmówiła wejścia w referendum w 1972, jak również w 1994. Partie polityczne popierające członkostwo Norwegii w Unii: Høyre, Norweska Partia Pracy. Przeciwne: Sosialistisk Venstreparti, Senterpartiet, Kristelig Folkeparti.
Zgodnie z badaniami opinii publicznej z 2011 roku: 72% Norwegów jest zdecydowanie przeciw, jedynie 12 procent badanych było za, reszta się waha (nawet wśród wyborców Høyre, czyli najbardziej proeuropejskiej z norweskich politycznych partii: 65% przeciw akcesji do UE).

#### Szwajcaria

Unia Europejska i Szwajcaria

Argumenty zwolenników: bardzo wysoki poziom rozwoju gospodarczego, członkostwo w ONZ, członkostwo w Radzie Europy, członkostwo w OECD, członkostwo w OBWE, członkostwo w WTO, położenie na kontynencie europejskim, silny związek i utożsamianie się z kulturą europejską, członkostwo w strefie Schengen, 9 miejsce we wskaźniku wolności gospodarczej, jeden z najważniejszych partnerów handlowych Unii.
Argumenty przeciwników: izolacjonizm, polityka neutralności państwa szwajcarskiego stałaby w opozycji do rozwoju jakiejkolwiek wspólnej obronności UE, niechęć do uczestnictwa w bojowych fragmentach misji pokojowych.
Po negatywnym wyniku referendum w sprawie Europejskiego Obszaru Gospodarczego zawieszono dalsze negocjacje.

### Państwa należące do Partnerstwa Wschodniego
| Państwo     | Rozpoczęcie negocjacji o stowarzyszeniu | Unia celna           | PKB per capita stan na 2021 | Procent średniej UE |
| ----------- | --------------------------------------- | -------------------- | --------------------------- | ------------------- |
| Armenia     | 15 lipca 2010                           | W trakcie negocjacji | 13 317                      | 34%                 |
| Azerbejdżan | 15 lipca 2010                           | –                    | 14 421                      | 36,8%               |

#### Armenia

Unia Europejska i Armenia

Argumenty zwolenników: pierwszy chrześcijański kraj świata, zawsze podkreślała swoje europejskie korzenie i aspiracje proeuropejskie, członkostwo w ONZ, członkostwo w Radzie Europy, członkostwo w OBWE, członkostwo w WTO, 28. miejsce we wskaźniku wolności gospodarczej.
Argumenty przeciwników: konflikt z Turcją i sprawa Górskiego Karabachu, położenie na Zakaukaziu, słaba gospodarka, prawdopodobnie nie wytrzymałaby konkurencji wolnego, jednolitego rynku, niestabilność polityczna, łamanie zasad demokracji (postawienie w stan oskarżenia i pozbawienie wolności przez władze armeńskie przeciwników politycznych w marcu 2008). Armenia jest związana unią celną z Rosją, Białorusią, Kazachstanem i Kirgistanem w ramach Unii Euroazjatyckiej.
Badania opinii publicznej: 64% za, 11,8% przeciw.
Zwolennicy: Galust Sahakia, Artur Baghdasarian. Przeciwnicy: Robert Koczarian.

#### Azerbejdżan

Unia Europejska i Azerbejdżan

Argumenty zwolenników: członkostwo w ONZ, członkostwo w Radzie Europy, członkostwo w OBWE, aspiracje proatlantyckie, silne powiązania z Turcją, złoża ropy naftowej i gazu ziemnego, geostrategiczne położenie.
Argumenty przeciwników: sprawa Górskiego Karabachu, położenie na Zakaukaziu, słaba gospodarka, prawdopodobnie nie wytrzymałaby konkurencji wolnego, jednolitego rynku, niestabilność polityczna, łamanie zasad demokracji, „rozdarcie” między Rosją, światem islamu i Zachodem (kierunek proeuroatlantycki popierany przez Turcję – o ile uznać Turcję za państwo zachodnie), brak członkostwa w WTO.

### Pozostałe państwa
| Państwo    | Rozpoczęcie negocjacji o stowarzyszeniu | Unia celna         | PKB per capita według WFB w 2017 w USD | Procent średniej UE |
| ---------- | --------------------------------------- | ------------------ | -------------------------------------- | ------------------- |
| Andora     | 18 marca 2015                           | 1990               | 49 900                                 | 127,3%              |
| Monako     | 18 marca 2015                           | Unia celna FR z MC | 115 700                                | 295,2%              |
| San Marino | 18 marca 2015                           | 1991               | 59 500                                 | 151,8%              |
| Watykan    | –                                       |                    | ?                                      | ?                   |

#### Andora

Unia Europejska i mikropaństwa

Argumenty zwolenników: położenie na kontynencie europejskim, członkostwo w ONZ, Radzie Europy, OBWE, używanie waluty euro.
Argumenty przeciwników: problem z reprezentacją tak małego państwa w instytucjach wspólnotowych, brak członkostwa w WTO; obecne relacje dwustronne reguluje umowa z 15 października 2004 roku.

#### Monako
Argumenty zwolenników: położenie na kontynencie europejskim, członkostwo w ONZ, Radzie Europy, OBWE, strefie euro, otwarte granice, wysoki poziom dobrobytu.
Argumenty przeciwników: problem z reprezentacją tak małego państwa w instytucjach wspólnotowych, brak członkostwa w WTO.

#### San Marino
Argumenty zwolenników: położenie na kontynencie europejskim, członkostwo w ONZ, Radzie Europy, OBWE, strefie euro, otwarte granice.
Argumenty przeciwników: problem z reprezentacją tak małego państwa w instytucjach wspólnotowych, brak członkostwa w WTO.

#### Watykan
Argumenty zwolenników: położenie na kontynencie europejskim, członkostwo w OBWE, strefie euro, otwarte granice.
Argumenty przeciwników: problem z reprezentacją tak małego państwa w instytucjach wspólnotowych, brak członkostwa w WTO, monarchia absolutna.

### Pozostałe państwa geograficznie europejskie – tworząceUnię Eurazjatycką
| Państwo    | Strefa wolnego handlu | PKB per capita 2017 według WFB w USD | Procent średniej UE |
| ---------- | --------------------- | ------------------------------------ | ------------------- |
| Białoruś   | –                     | 19 751                               | 50,4%               |
| Kazachstan | –                     | 26 033                               | 66,4%               |
| Rosja      | W trakcie negocjacji  | 27 970                               | 71,4%               |

#### Białoruś

Unia Europejska i Białoruś

Argumenty zwolenników: geograficzne położenie na terenie Europy, członkostwo w ONZ, członkostwo w OBWE, zapowiedź ocieplenia stosunków po wypuszczeniu więźniów politycznych i poprawy dwustronnych relacji – szczególnie w sferze gospodarczej.
Argumenty przeciwników: słaba gospodarka, prawdopodobnie nie wytrzymałaby konkurencji wolnego jednolitego rynku, niestabilność polityczna, brak demokracji i pluralizmu politycznego, brak wolnych mediów, ustrój zbliżony do autorytaryzmu, brak członkostwa w Radzie Europy, złe stosunki dwustronne UE-Białoruś, a nawet sankcje dyplomatyczne nałożone przez UE na dygnitarzy państwowych, Białoruś obecnie jest bardziej zainteresowana integracją w ramach Wspólnoty Niepodległych Państw w tym szczególnie w ramach Państwa Związkowego Rosji i Białorusi, brak członkostwa w WTO, 150 miejsce we wskaźniku wolności gospodarczej.
Państwo postulujące ocieplenie stosunków: Polska, Litwa, Niemcy; polski pomysł pozytywnie przyjęty przez Białoruś i Unię Europejską.

#### Kazachstan

Unia Europejska i Kazachstan

Argumenty zwolenników: część terytorium geograficznie leży na terenie Europy, członkostwo w ONZ, członkostwo w OBWE, członkostwo w WTO.
Argumenty przeciwników: słabe powiązania kulturowe z Europą, niska tożsamość europejska, słaba gospodarka, prawdopodobnie nie wytrzymałaby konkurencji wolnego jednolitego rynku, brak członkostwa w Radzie Europy, Kazachstan obecnie jest bardziej zainteresowany integracją w ramach Wspólnoty Niepodległych Państw.

#### Rosja

Unia Europejska i Rosja

Argumenty zwolenników: część terytorium geograficznie leży na terenie Europy, członkostwo w ONZ (ewentualne członkostwo umocniłoby pozycję Unii w Radzie Bezpieczeństwa), członkostwo w OBWE, duże poparcie społeczne integracji europejskiej, jako jedno z nielicznych państw świata posiada przywilej dwustronnych szczytów, w trakcie których omawiane są najważniejsze dwustronne kwestie, oraz zinstytucjonalizowanej formy współpracy: Stała Rada Partnerstwa Unia Europejska Rosja, Partnerstwo dla modernizacji, trzeci partner handlowy Unii.
Argumenty przeciwników: brak członkostwa w Radzie Europy, słabe powiązania kulturowe z Europą, niska tożsamość europejska, silne propagowanie eurazjatyzmu jako alternatywy dla jednoczącej się Europy i jako przeciwwaga dla państw europejskich skupionych w Unii, słaba gospodarka – ukierunkowana na eksport surowców, prawdopodobnie nie wytrzymałaby konkurencji wolnego jednolitego rynku, silne zawirowania na giełdzie, 134 miejsce we wskaźniku wolności gospodarczej, oskarżana o próby łamania solidarności państw członkowskich (Gazociąg Północny, niechęć przyznania nowym państwom członkowskim – z 2004 i 2007 roku – przywilejów starej piętnastki), niestabilność demokracji, oskarżenia o łamanie praw człowieka i praw mniejszości narodowych (najjaskrawszy przykład rozwiązania tylko i wyłącznie siłowego – Czeczenia), konflikt wojskowy z Gruzją, konflikt wojskowy z Ukrainą (2022 r.) ze względu na ogromny obszar spodziewane są utrudnienia w uczestnictwie we wspólnej polityce rolnej i wspólnej polityce rybołówstwa, brak członkostwa w WTO, brak członkostwa w Radzie Europy, skupiona głównie na odbudowie swojej pozycji w dawnym ZSRR – czyli we Wspólnocie Niepodległych Państw. Komisja Europejska nie przewiduje poszerzenia o Rosję.

## Państwa spoza Europy, które wyraziły chęć członkostwa
| Państwo                       | Rozpoczęcie negocjacji o stowarzyszeniu | Podpisanie stowarzyszenia | Wejście w życie stowarzyszenia | Strefa wolnego handlu | PKB per capita według WFB w 2017 w USD | Procent średniej UE |
| ----------------------------- | --------------------------------------- | ------------------------- | ------------------------------ | --------------------- | -------------------------------------- | ------------------- |
| Izrael                        | grudzień 1993                           | 20 listopada 1995         | 1 czerwca 2000                 | 2000                  | 36 200                                 | 92,4%               |
| Republika Zielonego Przylądka | –                                       | –                         | – Porozumienia AKP             | –                     | 6900                                   | 17,6%               |

### Izrael

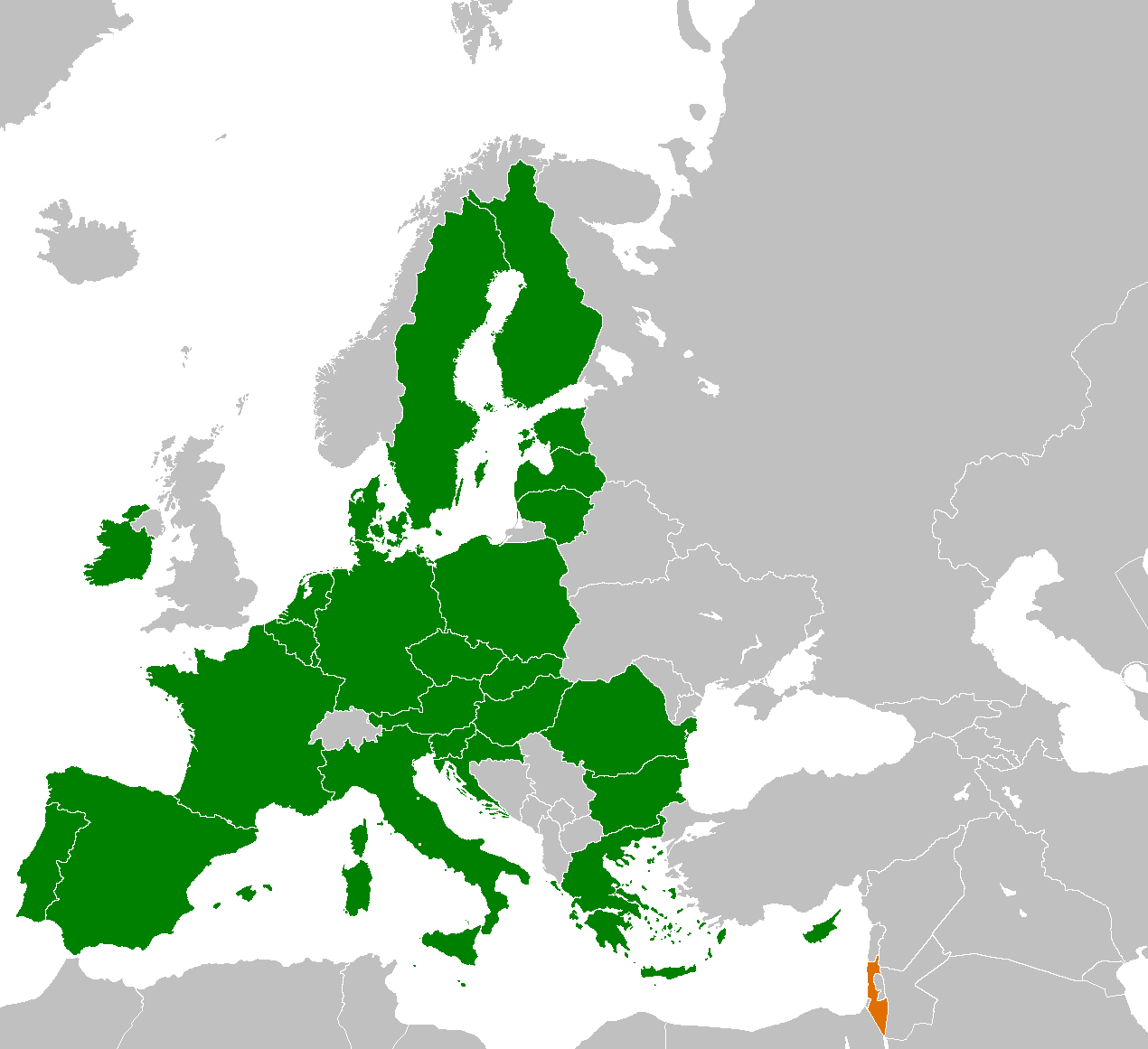
Unia Europejska i Izrael

Argumenty zwolenników: kulturowe i społeczne powiązania z Europą (występowanie w europejskich rozgrywkach sportowych, Eurowizji), wysoki rozwój gospodarczy, członkostwo w ONZ, członkostwo w WTO, obserwator w Radzie Europy, kandydat do OECD, 46 miejsce we wskaźniku wolności gospodarczej.
Argumenty przeciwników: niespełnianie kryteriów kopenhaskich, problemy z przestrzeganiem prawa międzynarodowego oraz naruszenia praw człowieka na terytoriach okupowanych, nierozwiązany konflikt izraelsko-palestyński, konflikty z pozostałymi sąsiadami, niestabilna sytuacja geopolityczna, położenie na kontynencie azjatyckim (chociaż istnieje precedens z Cyprem), silne wpływy fundamentalistów religijnych, w związku z wyjątkowo trudnymi warunkami uprawy rolnictwa (niesprzyjający, suchy klimat, jałowe gleby – pustynie) przewidywane duże trudności we wspólnej polityce rolnej.
Zwolennicy potencjalnego członkostwa: Beniamin Netanjahu, Szimon Peres, Awigdor Lieberman, Silwan Szalom, Silvio Berlusconi, Marco Pannella. Równie wielu przeciwników. Badanie z lutego 2007: 75% Izraelczyków za wstąpieniem do UE. Trwają prace nad zwiększeniem więzi UE-Izrael zawartych w umowie stowarzyszeniowej i Unii dla Śródziemnomorza. Główny zwolennik: Włochy. Państwo postulujące zaciśnięcie związków dwustronnych: Polska. Komisja Europejska nie przewiduje poszerzenia o Izrael.

### Republika Zielonego Przylądka

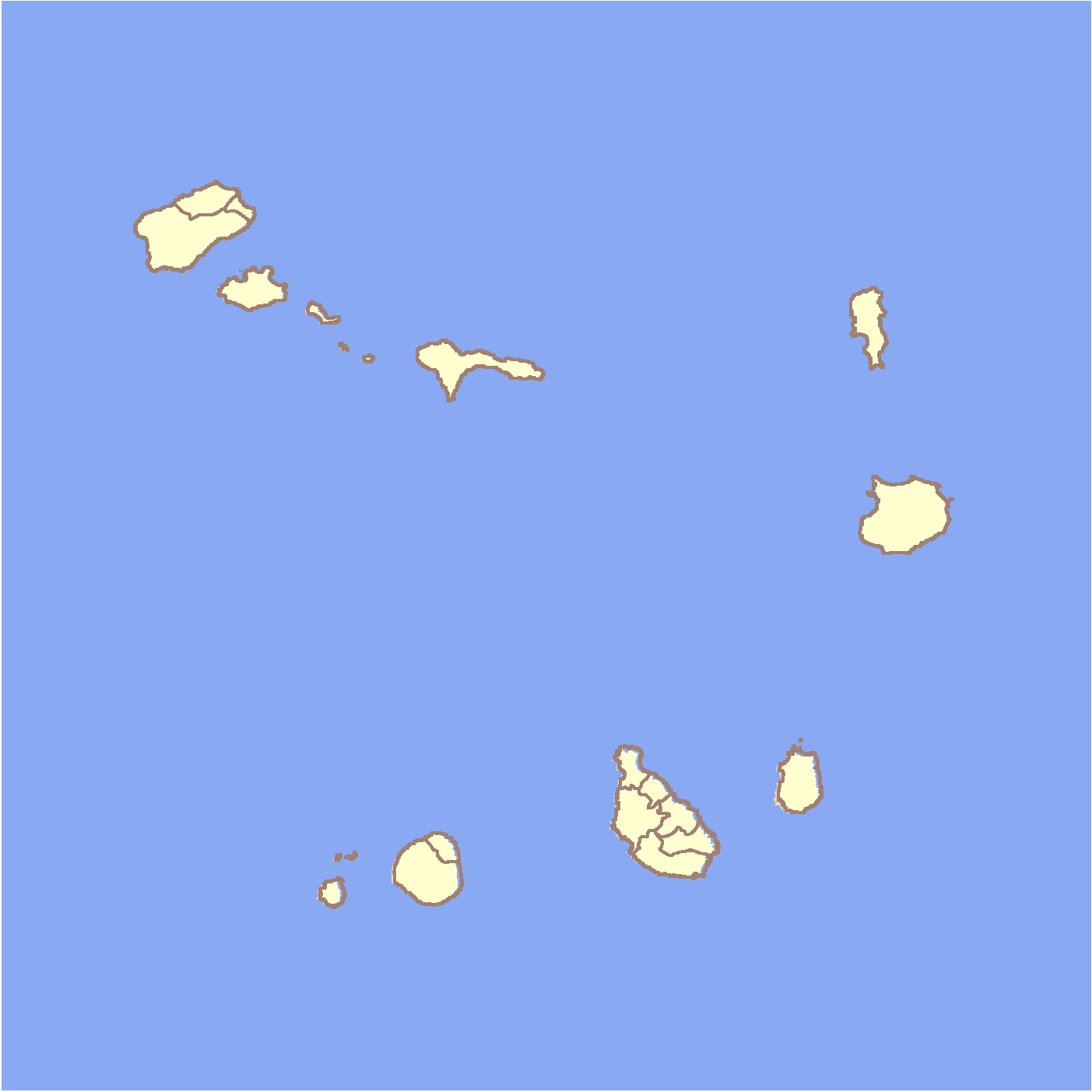
Republika Zielonego Przylądka

Argumenty zwolenników: należy do Makaronezji, tak jak Wyspy Kanaryjskie i Azory, członkostwo w ONZ, WTO, przyjęcie Republiki Zielonego Przylądka do UE byłoby czynnikiem stabilizującym w Afryce.
Argumenty przeciwników: słaba gospodarka, prawdopodobnie nie wytrzymałaby konkurencji wolnego, jednolitego rynku, nieuczestniczenie w projekcie Europejskiej Polityki Sąsiedztwa, trudności w zbudowaniu jedności i spójności gospodarczej ze względu znaczne oddalenie od Europy (wprawdzie RZP powołuje się na to, iż leży na tym samym archipelagu co Wyspy Kanaryjskie i Madera, ale trzeba zauważyć, że już teraz występują problemy z aplikacją prawa wspólnotowego i terytoria te korzystają ze specjalnego wsparcia dla terytoriów odległych od Europy). Należy do Wspólnoty Afryki Zachodniej i Unii Afrykańskiej.
Prezydent Mário Soares w marcu 2005 roku ogłosił stanowisko, aby rozpocząć negocjacje w sprawie przyszłego potencjalnego członkostwa w UE.
Główny zwolennik: Portugalia.